# ضد نژادپرستی

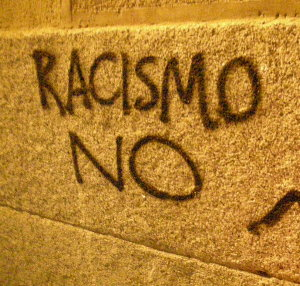
نوشتار "نه به نژادپرستی" روی دیوار

ضد نژادپرستی (انگلیسی: Anti-racism) طیف وسیعی از ایده‌ها و اقدامات سیاسی را شامل می‌شود که برای مقابله با نژادپرستی، نژادپرستی نهادینه و سرکوب گروه‌های نژادی خاص در نظر گرفته شده‌است.